# 五氟化铱
五氟化铱（化學式：IrF5）是一种铱的氟化物，由巴特利特在1965年最早制得。它是一种很活泼的低熔点黄色固体，形成四聚体Ir4F20，其中铱的配位几何为八面体。这种结构与RuF5和OsF5类似。

## 制备
五氟化铱可以由六氟化铱的受控分解或在无水氟化氢中用硅粉或氢气还原六氟化铱制备。

五氟化铱也可以由铱和氟气在 350 °C 下直接反应而成。
{\displaystyle \mathrm {2\ Ir+5\ F_{2}\longrightarrow 2\ IrF_{5}} }

## 性质
五氟化铱是一种黄色固体，为单斜晶系 的四聚体。它和二氟化氙反应，依比例不同形成各种化合物。
{\displaystyle \mathrm {2\,XeF_{2}+IrF_{5}\rightarrow [Xe_{2}F_{3}][IrF_{6}]} }
{\displaystyle \mathrm {XeF_{2}+IrF_{5}\rightarrow [XeF][IrF_{6}]} }
{\displaystyle \mathrm {XeF_{2}+2\,IrF_{5}\rightarrow [XeF][Ir_{2}F_{11}]} }